# Championnat du Venezuela de football 2022
Navigation
Saison 2021 Saison 2023
La saison 2022 du championnat du Venezuela de football est la soixante-sixième édition du championnat de première division professionnelle au Venezuela et la cent-troisième saison du championnat national.

## Déroulement de la saison
Le championnat revient cette saison à un format normal avec seize équipes qui se rencontrent deux fois en matchs aller et retour dans une première phase. Ensuite a lieu une phase finale où les quatre premiers du classement de la saison régulière, tous qualifiés pour la Copa Libertadores se retrouvent dans un mini-championnat pour déterminer le champion et les positions de qualification à la coupe continentale.
Les clubs classés de la 5e à la 12e place jouent pour les qualifications pour la Copa Sudamericana, les clubs seront répartis en deux groupes où le 5e et le 6e seront tête de série. Dans chaque groupe, les deux premiers se qualifient pour la Copa Sudamericana 2023.
Le dernier de la phase régulière sera relégué directement en deuxième division.
Le champion de la deuxième division 2021, Titanes Fútbol Club, ne sera finalement pas promu en première division 2022, car n'ayant obtenu la licence.
l'Atlético Venezuela et le Gran Valencia Maracay se retirent de la compétition.

## Les clubs participants
- Aragua FC
- Caracas FC
- Mineros de Guayana
- Zulia FC
- Portuguesa FC
- Carabobo FC
- Metropolitanos
- Deportivo Lara
- Academia Puerto Cabello
- Deportivo Táchira
- Zamora FC
- Monagas SC
- Deportivo La Guaira
- Estudiantes de Mérida
- Hermanos Colmenarez
- Universidad Central

## Compétition
Le barème utilisé pour établir les différents classements est le suivant :
- Victoire : 3 points
- Match nul : 1 point
- Défaite : 0 point

### Phase régulière
| Rang | Équipe                  | Pts | J  | G  | N  | P  | Bp | Bc | Diff |
| ---- | ----------------------- | --- | -- | -- | -- | -- | -- | -- | ---- |
| 1    | Zamora FC               | 55  | 30 | 14 | 13 | 3  | 44 | 24 | +20  |
| 2    | Metropolitanos          | 53  | 30 | 15 | 8  | 7  | 44 | 29 | +15  |
| 3    | Monagas SC              | 48  | 30 | 13 | 9  | 8  | 46 | 33 | +13  |
| 4    | Carabobo FC             | 46  | 30 | 11 | 13 | 6  | 36 | 22 | +14  |
| 5    | Deportivo La Guaira     | 46  | 30 | 12 | 10 | 8  | 46 | 42 | +4   |
| 6    | Deportivo Táchira T     | 44  | 30 | 11 | 11 | 8  | 38 | 33 | +5   |
| 7    | Academia Puerto Cabello | 41  | 30 | 11 | 8  | 11 | 38 | 41 | -3   |
| 8    | Hermanos Colmenarez     | 40  | 30 | 11 | 7  | 12 | 40 | 39 | +1   |
| 9    | Estudiantes de Mérida   | 39  | 30 | 9  | 12 | 9  | 39 | 38 | +1   |
| 10   | Portuguesa FC           | 37  | 30 | 7  | 16 | 7  | 26 | 27 | -1   |
| 11   | Caracas FC              | 36  | 30 | 8  | 12 | 10 | 34 | 36 | -2   |
| 12   | Deportivo Lara          | 36  | 30 | 9  | 9  | 12 | 32 | 36 | -4   |
| 13   | Mineros de Guayana      | 34  | 30 | 8  | 10 | 12 | 43 | 54 | -11  |
| 14   | Zulia FC                | 32  | 30 | 8  | 8  | 14 | 29 | 43 | -14  |
| 15   | Universidad Central     | 27  | 30 | 6  | 9  | 15 | 19 | 40 | -21  |
| 16   | Aragua FC               | 24  | 30 | 5  | 9  | 16 | 32 | 49 | -17  |

|  | Qualification pour la phase finale Copa Libertadores |
|  | Qualification pour la phase Copa Sudamericana        |
|  | Relégation directe                                   |
|  | P : Promu de Segunda División                        |

### Phase finale

#### Phase finale Libertadores
Les quatre premiers du classement de la phase régulière se retrouvent dans un mini-championnat avec matchs aller et retour pour déterminer le champion ainsi que les positions pour la Copa Libertadores 2023. Le champion et le vice-champion se qualifient pour la phase de poules, les deux autres doivent passer par les qualifications.
| Rang | Équipe                     | Pts | J | G | N | P | Bp | Bc | Diff |
| ---- | -------------------------- | --- | - | - | - | - | -- | -- | ---- |
| 1    | Metropolitanos Fútbol Club | 9   | 6 | 2 | 3 | 1 | 3  | 2  | +1   |
| 2    | Monagas SC                 | 8   | 6 | 2 | 2 | 2 | 8  | 8  | 0    |
| 3    | Carabobo FC                | 7   | 6 | 2 | 1 | 3 | 8  | 8  | 0    |
| 4    | Zamora FC                  | 7   | 6 | 1 | 4 | 1 | 5  | 6  | -1   |

|  | Qualification pour la Copa Libertadores 2023 et la finale               |
|  | Qualification pour les tours préliminaires de la Copa Libertadores 2023 |

#### Phase finale Sudamericana
Les clubs classés de la 5e à la 12e place de la saison régulière sont répartis dans deux groupes. Le 5e et le 6e sont les deux têtes de série. A l'issue du mini-championnat les deux premiers de chaque groupe se qualifient pour la Copa Sudamericana 2023.

##### Groupe A
| Rang | Équipe                | Pts | J | G | N | P | Bp | Bc | Diff |
| ---- | --------------------- | --- | - | - | - | - | -- | -- | ---- |
| 1    | Estudiantes de Mérida | 11  | 6 | 3 | 2 | 1 | 12 | 8  | +4   |
| 2    | Caracas FC            | 11  | 6 | 3 | 2 | 1 | 7  | 4  | +3   |
| 3    | Hermanos Colmenarez   | 5   | 6 | 1 | 2 | 3 | 8  | 9  | -1   |
| 4    | Deportivo La Guaira   | 5   | 6 | 1 | 2 | 3 | 3  | 9  | -6   |

|  | Qualification pour la Copa Sudamericana 2023 |

##### Groupe B
| Rang | Équipe                  | Pts | J | G | N | P | Bp | Bc | Diff |
| ---- | ----------------------- | --- | - | - | - | - | -- | -- | ---- |
| 1    | Deportivo Táchira T     | 11  | 6 | 3 | 2 | 1 | 4  | 2  | +2   |
| 2    | Academia Puerto Cabello | 10  | 6 | 3 | 1 | 2 | 7  | 5  | +2   |
| 3    | Club Deportivo Lara     | 9   | 6 | 3 | 0 | 3 | 4  | 6  | -2   |
| 4    | Portuguesa FC           | 4   | 6 | 1 | 1 | 4 | 3  | 5  | -2   |

|  | Qualification pour la Copa Sudamericana 2023 |

### Finale du championnat
| 30 octobre 2022 | Metropolitanos Fútbol Club | 1 - 1   | Monagas SC | Estadio Olímpico, Caracas |                      |
|                 |                            | (0 - 0) |            | Spectateurs : 11 247      | Spectateurs : 11 247 |
|                 | Tirs au but 5 - 3          |         |            | Spectateurs : 11 247      | Spectateurs : 11 247 |

Le Metropolitanos Fútbol Club remporte son premier titre de champion du Venezuela.

## Bilan de la saison
| Championnat du Venezuela de football 2022 |                                        |
| Champion                                  | Metropolitanos Fútbol Club (1er titre) |
| Qualifications continentales              |                                        |
| Copa Libertadores 2023                    | Metropolitanos Fútbol Club             |
| Copa Libertadores 2023                    | Monagas SC                             |
| Copa Libertadores 2023                    | Carabobo FC                            |
| Copa Libertadores 2023                    | Zamora FC                              |
| Copa Sudamericana 2023                    | Deportivo Táchira                      |
| Copa Sudamericana 2023                    | Academia Puerto Cabello                |
| Copa Sudamericana 2023                    | Estudiantes de Mérida                  |
| Copa Sudamericana 2023                    | Caracas FC                             |
| Promotions et relégations                 |                                        |
| Promus en Primera División                | Angostura Fútbol Club                  |
| Relégués en Segunda División              | Aragua FC                              |